# Hans Pflaum
Hans Pflaum, född 20 maj 1910 i Bamberg, död 12 juni 1950 i Sandweier, var en tysk SS-Oberscharführer och dömd krigsförbrytare. Under andra världskriget var han Arbeitseinsatzführer i koncentrationslägret Ravensbrück, beläget omkring 75 kilometer norr om Berlin.

## Biografi
Under andra världskriget tillhörde Pflaum personalen i Ravensbrück. Han tjänstgjorde som Arbeitseinsatzführer och hade därmed ansvar för hela arbetsstyrkan i lägret. Enligt vittnesmål uppvisade han utstuderad brutalitet och råhet och ignorerade hungriga och sjuka interner.

### Flykt och död
I slutet av april 1945 flydde Pflaum med bland andra SS-Sturmbannführer Fritz Suhren från Ravensbrück i riktning mot Malchow. I maj greps de av de allierade och internerades i lägret Neuengamme. Innan de hann ställas inför militärdomstol, flydde Pflaum och Suhren ur lägret. Suhren gick under jorden och antog namnet "Herbert Pakusch". Av en händelse träffade Suhren i oktober 1948 en före detta sekreterare från Ravensbrück och i mars påföljande år greps han. Amerikanska myndigheter utlämnade honom och Pflaum till den franska ockupationsmakten. En militärdomstol dömde dem till döden den 10 mars 1950. Suhren och Pflaum avrättades genom arkebusering den 12 juni 1950 i ett skogsområde i närheten av Sandweier.